# 姚淑平
姚淑平（1917年—1997年5月21日），女，江苏南京人，中华人民共和国幼儿教育家，第三届全国人大代表，第五、六、七届全国政协委员。